# Valamugil formosae
Valamugil formosae és una espècie de peix de la família dels mugílids i de l'ordre dels mugiliformes.

## Reproducció
És ovípar i els ous són pelàgics.

## Hàbitat
És un peix marí, de clima subtropical i associat als esculls de corall.

## Distribució geogràfica
Es troba a Taiwan.

## Observacions
És inofensiu per als humans.